# Le Ségur
Le Ségur (okzitanisch: Lo Segur) ist eine französische Gemeinde mit 261 Einwohnern (Stand: 1. Januar 2022) im Département Tarn in der Region Okzitanien. Sie gehört zum Arrondissement Albi und zum Kanton Carmaux-2 Vallée du Cérou. 

## Geographie
Le Ségur liegt rund 23 Kilometer nordnordwestlich von Albi. An der südlichen Gemeindegrenze verläuft der Cérou mit seinem Zufluss Céret, im Norden das Flüsschen Candour. Umgeben wird Le Ségur von den Nachbargemeinden Saint-Christophe im Norden und Nordwesten, Montirat im Nordosten, Monestiés im Süden und Osten, Salles im Süden und Südwesten, Saint-Marcel-Campes im Westen und Südwesten sowie Laparrouquial im Westen.

## Bevölkerungsentwicklung
| Jahr                      | 1962 | 1968 | 1975 | 1982 | 1990 | 1999 | 2006 | 2013 |
| Einwohner                 | 408  | 396  | 321  | 283  | 265  | 244  | 240  | 232  |
| Quelle: Cassini und INSEE |      |      |      |      |      |      |      |      |

## Sehenswürdigkeiten
- Kirche